# 基準振動
基準振動（きじゅんしんどう、Normal Vibration、Normal mode）とは、さまざまな振動の基本となっている、特定の単振動のことである。
基準モード、ノーマル振動、ノーマルモードなどと呼ばれることもある。

## 概要
自由度が 2 以上である系の、平衡状態からの変位を表す一般化座標をq 1 , q 2 , ... , q n とすると、運動エネルギーT およびポテンシャルエネルギーV は（平衡状態を基準にして）
{\displaystyle T={\frac {1}{2}}\sum _{i,j}\alpha _{ij}{\dot {q_{i}}}{\dot {q_{j}}}}
{\displaystyle V={\frac {1}{2}}\sum _{i,j}\beta _{ij}q_{i}q_{j}+}(qの3次以上の項)
と表せる。V にq の一次の項がないのは{\displaystyle q_{1}=q_{2}=\cdots =q_{n}=0}で{\displaystyle (\partial V/\partial q_{i})_{0}=0}が平衡状態だからである。系が振動系で |qi | があまり大きくならないとき（微小振動）を考えるとq の 3 次以上の項は省略できるから、T もV も二次形式になる。変換Q i ：
{\displaystyle Q_{i}=\sum _{j}\alpha _{ij}q_{j}}
によって新しい一般化座標Q 1 , Q 2 , ... , Q n へ変換した時に、T もV も標準型
{\displaystyle T={\frac {1}{2}}\sum _{i}{\dot {Q}}_{i}^{2}}
{\displaystyle V={\frac {1}{2}}\sum _{i}b_{i}Q_{i}^{2}\qquad (b_{i}>0)}
に変換される場合には、{\displaystyle b_{i}=\nu _{i}^{2}}と置くと、系は
{\displaystyle {\ddot {Q}}_{i}=-\nu _{i}^{2}Q_{i}}
にしたがって単振動するn 個の独立な調和振動子の集まりと同等である。このQ 1 , Q 2 , ... , Q n を基準座標と呼び、それらが表す単振動を基準振動（あるいは規準振動）、ν1 /2π , ν2 /2π , ... , νn /2π を規準振動数という。つまり基準座標は、その基準振動の振幅である。
Q i は一般にq 1 , q 2 , ... , q n の一次結合であるから、その振動は特定の振幅比でq 1 , q 2 , ... , q n がそろって振動数νi /2π の単振動を行う集団運動である。その振幅比が決める振動の様式に着目した場合に、規準振動を基準モードあるいはノーマルモードと呼ぶことがある。連続体の振動は波動方程式に境界条件を課して解けば得られるが、それは定常波の重ね合わせで表されるので、定常波が基準振動に対応する。連続体では基準振動の種類は無限個である。

## 基準座標の求め方
運動エネルギーT と位置エネルギーVは2次形式なので、対称行列で表せる。この2つの対称行列は、合同変換によって同時に対角化できる。このとき新たに変換された座標（基底）が基準座標である。

## 分子振動
分子振動では、n 原子分子の自由度 3n から並進運動と回転の自由度を除いた 3n - 6（直線分子では 3n - 5 ）が振動の自由度で、基準振動の個数もこれと同数になる。分子に対称性がある場合、基準振動も対称性をもつので、それに従って基準振動を分類する。

## 原子核の振動
原子核の集団運動のうち、振幅が小さくて非調和・非線形の効果が小さい振動モードは、基準振動とみなすことが出来る。これらを微視的に記述する方法に、新タム‐ダンコフ近似がある。